# Copa d'Or de la CONCACAF de 2017
La Copa d'Or de la CONCACAF de 2017 és la 14a edició de la Copa d'Or de la CONCACAF. Els Estats Units són els amfitrions. El torneig té lloc entre el 7 i 26 de juliol de 2017. El campió defensor es Mèxic.

## Nacions participants
| Equip                                                                 | Classificació       | Participacions en el torneig | Millor classificació                                 |
| Zona nord-americana                                                   | Zona nord-americana | Zona nord-americana          | Zona nord-americana                                  |
| --------------------------------------------------------------------- | ------------------- | ---------------------------- | ---------------------------------------------------- |
| Estats Units                                                          | Amfitrió            | 14                           | Guanyador (1991, 2002, 2005, 2007, 2013)             |
| Mèxic                                                                 | Automàtica          | 14                           | Guanyador (1993, 1996, 1998, 2003, 2009, 2011, 2015) |
| Canadà                                                                | Automàtica          | 13                           | Guanyador (2000)                                     |
| Zona caribenya classificats per la Copa del Carib de 2017             |                     |                              |                                                      |
| Curaçao                                                               | Guanyador           | 1                            | -                                                    |
| Jamaica                                                               | Subcampió           | 10                           | Semifinals (2015)                                    |
| Guaiana Francesa                                                      | Tercer lloc         | 1                            | -                                                    |
| Martinica                                                             | Quart Lloc          | 5                            | Quarts de final (2002)                               |
| Zona centreamericana classificats per la Copa Centreamericana de 2017 |                     |                              |                                                      |
| Hondures                                                              | Guanyador           | 13                           | Subcampió (1991)                                     |
| Panamà                                                                | Subcampió           | 8                            | Subcampió (2005, 2013)                               |
| El Salvador                                                           | Tercer lloc         | 10                           | Quarts de final (2002, 2003, 2011, 2013)             |
| Costa Rica                                                            | Quart lloc          | 13                           | Subcampió (2002)                                     |
| Play-off entre la Zona centreamericana i la Zona caribenya            |                     |                              |                                                      |
| Nicaragua                                                             | Play-off            | 2                            | Fase grups (2009)                                    |

## Estadis
Fins a 14 estadis entre els Estats Units i el Canadà van acollir partits de la competició.
| Arlington               | Cleveland            | Denver                 | Frisco (Texas)    | Glendale                      |  |
| ----------------------- | -------------------- | ---------------------- | ----------------- | ----------------------------- |  |
| AT&T Stadium            | FirstEnergy Stadium  | Sports Authority Field | Toyota Stadium    | University of Phoenix Stadium |  |
| Capacitat: 100.000      | Capacitat: 67.431    | Capacitat: 76.125      | Capacitat: 16.000 | Capacitat: 63.400             |  |
|                         |                      |                        |                   |                               |  |
| Harrison, New Jersey    | Houston              |                        | Nashville         | Pasadena                      |  |
| Red Bull Arena          | BBVA Compass Stadium |                        | Nissan Stadium    | Rose Bowl                     |  |
| Capacitat: 25.000       | Capacitat: 22.000    |                        | Capacitat: 69.000 | Capacitat: 90.000             |  |
|                         |                      |                        |                   |                               |  |
| Philadelphia            | San Antonio (Texas)  | San Diego              | Santa Clara       | Tampa                         |  |
| Lincoln Financial Field | Alamodome            | Qualcomm Stadium       | Levi's Stadium    | Raymond James Stadium         |  |
| Capacitat: 69.596       | Capacitat: 65.000    | Capacitat: 70.561      | Capacitat: 68.500 | Capacitat: 65.890             |  |
|                         |                      |                        |                   |                               |  |

## Fase de grups

### Grup A
| Equip            | PJ | PG | PE | PP | GF | GC | DG | Pts |
| ---------------- | -- | -- | -- | -- | -- | -- | -- | --- |
| Costa Rica       | 3  | 2  | 1  | 0  | 5  | 1  | +4 | 7   |
| Canadà           | 3  | 1  | 2  | 0  | 5  | 3  | +2 | 5   |
| Hondures         | 3  | 1  | 1  | 1  | 3  | 1  | +2 | 4   |
| Guaiana Francesa | 3  | 0  | 0  | 3  | 2  | 10 | -8 | 0   |

### Grup B
| Equip        | PJ | PG | PE | PP | GF | GC | DG | Pts |
| ------------ | -- | -- | -- | -- | -- | -- | -- | --- |
| Estats Units | 3  | 2  | 1  | 0  | 7  | 3  | +4 | 7   |
| Panamà       | 3  | 2  | 1  | 0  | 6  | 2  | +4 | 7   |
| Martinica    | 3  | 1  | 0  | 2  | 4  | 6  | -2 | 3   |
| Nicaragua    | 3  | 0  | 0  | 3  | 1  | 7  | -6 | 0   |

### Grup C
| Equip       | PJ | PG | PE | PP | GF | GC | DG | Pts |
| ----------- | -- | -- | -- | -- | -- | -- | -- | --- |
| Mèxic       | 3  | 2  | 1  | 0  | 5  | 1  | +4 | 7   |
| Jamaica     | 3  | 1  | 2  | 0  | 3  | 1  | +2 | 5   |
| El Salvador | 3  | 1  | 1  | 1  | 4  | 4  | +0 | 4   |
| Curaçao     | 3  | 0  | 0  | 3  | 0  | 6  | -6 | 0   |

## Eliminatòries

### Quadre
|  | Quarts de final           | Quarts de final         |                            |   | Semifinals | Semifinals |  |  | Final | Final |
|  |                           |                         |                            |   |            |            |  |  |       |       |
|  | 19 de juliol – Filadèlfia |                         |                            |   |            |            |  |  |       |       |
|  |                           |                         |                            |   |            |            |  |  |       |       |
|  | Costa Rica                | 1                       |                            |   |            |            |  |  |       |       |
|  | Costa Rica                | 1                       | 22 de juliol – Arlington   |   |            |            |  |  |       |       |
|  | Panamà                    | 0                       |                            |   |            |            |  |  |       |       |
|  | Panamà                    | 0                       | Costa Rica                 | 0 |            |            |  |  |       |       |
|  | 19 de juliol – Filadèlfia |                         | Costa Rica                 | 0 |            |            |  |  |       |       |
|  |                           | Estats Units            | 2                          |   |            |            |  |  |       |       |
|  | Estats Units              | Estats Units            | 2                          | 2 |            |            |  |  |       |       |
|  | Estats Units              |                         | 26 de juliol – Santa Clara | 2 |            |            |  |  |       |       |
|  | El Salvador               | 0                       |                            |   |            |            |  |  |       |       |
|  | El Salvador               | 0                       | Estats Units               | 2 |            |            |  |  |       |       |
|  | 20 – Glendale             |                         | Estats Units               | 2 |            |            |  |  |       |       |
|  |                           | Jamaica                 | 1                          |   |            |            |  |  |       |       |
|  | Jamaica                   | Jamaica                 | 1                          | 2 |            |            |  |  |       |       |
|  | Jamaica                   | 23 de juliol – Pasadena |                            | 2 |            |            |  |  |       |       |
|  | Canadà                    | 1                       |                            |   |            |            |  |  |       |       |
|  | Canadà                    | 1                       | Jamaica                    | 1 |            |            |  |  |       |       |
|  | 20 de juliol – Glendale   |                         | Jamaica                    | 1 |            |            |  |  |       |       |
|  |                           | Mèxic                   | 0                          |   |            |            |  |  |       |       |
|  | Mèxic                     | Mèxic                   | 0                          | 1 |            |            |  |  |       |       |
|  | Mèxic                     |                         |                            | 1 |            |            |  |  |       |       |
|  | Hondures                  | 0                       |                            |   |            |            |  |  |       |       |
|  | Hondures                  | 0                       |                            |   |            |            |  |  |       |       |

### Quarts de final
| Costa Rica       | 1-0     | Panamà |
| ---------------- | ------- | ------ |
| Godoy 77' (p.p.) | Detalls |        |

| Estats Units                | 2-0     | El Salvador |
| --------------------------- | ------- | ----------- |
| Gonzalez 41' · Lichaj 45+2' | Detalls |             |

| Jamaica                   | 2-1     | Canadà      |
| ------------------------- | ------- | ----------- |
| Francis 6' · Williams 50' | Detalls | Hoilett 61' |

 University of Phoenix Stadium, Glendale
| Mèxic      | 1-0     | Hondures |
| ---------- | ------- | -------- |
| Pizarro 4' | Detalls |          |

 University of Phoenix Stadium, Glendale

### Semifinals
| Costa Rica | 0-2     | Estats Units               |
| ---------- | ------- | -------------------------- |
|            | Detalls | Altidore 72' · Dempsey 82' |

| Mèxic | 0-1     | Jamaica      |
| ----- | ------- | ------------ |
|       | Detalls | Lawrence 88' |

### Final
| Estats Units              | 2-1     | Jamaica    |
| ------------------------- | ------- | ---------- |
| Altidore 45' · Morris 88' | Detalls | Watson 50' |

## Estadistiques

### Golejadors
3 goals
- Alphonso Davies
- Kévin Parsemain

2 goals
- Omar Gonzalez
- Jordan Morris
- Nelson Bonilla
- Darren Mattocks
- Gabriel Torres

1 goal
- Scott Arfield
- Dejan Jakovic
- Marco Ureña
- Francisco Calvo
- Ariel Francisco Rodríguez
- David Ramirez
- Rodney Wallace
- Gerson Mayen
- Rodolfo Zelaya
- Joe Corona
- Dom Dwyer
- Eric Lichaj
- Matt Miazga
- Kelyn Rowe
- Roy Contout
- Sloan Privat
- Romario Williams
- Steeven Langil
- Edson Álvarez
- Elías Hernández
- Hedgardo Marín
- Orbelín Pineda
- Ángel Sepúlveda
- Carlos Chavarría
- Abdiel Arroyo
- Miguel Camargo
- Ismael Díaz
- Michael Amir Murillo